# Прилипка, Алексей Васильевич
Алексей Васильевич Прилипка (укр. Олексій Васильович Приліпка; 9 марта 1944, с. Богодуховка — 21 августа 2024) — доктор экономических наук, профессор — докторская диссертация «Инновационное развитие эффективного функционирования предприятий закрытого грунта: теория, методология, практика» (Национальный аграрный университет, 2008), академик технологических наук. Генеральный директор агрокомбината «Пуща-Водица», Киевская область, Герой Украины (2002).

## Биография
Родился 9 марта 1944 года в с. Богодуховка, Чернобаевского района Черкасской области.
Окончил Украинскую сельскохозяйственную академию (1966—1971), учёный агроном; Высшая партийная школа ЦК КПУ — политолог — в 1983 г.; доктор экономических наук, профессор — докторская диссертация «Инновационное развитие эффективного функционирования предприятий закрытого грунта: теория, методология, практика» (Национальный аграрный университет, 2008). Автор 28 научных трудов, в том числе 7-ми пособий для высших учебных заведений и специалистов предприятий.

### Деятельность
- С 1961 — токарь колхоза им. Петровского Чернобаевского района, работа на заводе «Тяжмаш» (г. Мариуполь).
- В 1963—1966 годах — служба в Советской Армии.
- В 1966—1971 годах — учёба в ВУЗе.
- С 1971 — главный агроном управления сельского хозяйства Переяслав-Хмельницкого райисполкома, начальник Переяслав-Хмельницкой районной станции защиты растений.
- В 1974—1990 годах — в Переяслав-Хмельницком горкома КПУ; в киевском обкоме КПУ, в Киево-Святошинском райкоме КПУ (Киев).
- С 1990 — председатель Киево-Святошинского райисполкома.
- В 1991—1992 годах — заместитель председателя Государственного комитета Украины по социальному развитию села.
- С апреля 1992 по март 1994 года — представитель Президента Украины в Киево-Святошинском районе.
- С 1994 — генеральный директор, агрокомбинат «Пуща-Водица» (с 04.2002 — государственное предприятие «Научно-исследовательский производственный агрокомбинат „Пуща-Водица“»)[1], Киевская область.

Депутат Киевского областного совета (с 04.2006).
Умер 21 августа 2024 года в возрасте 80 лет.

### Семья
- Отец — Василий Данилович.
- Мать — Галина Андреевна.
- Женат, имеет 2 сыновей.

## Награды и заслуги
- Герой Украины (с вручением Ордена Державы, 13.11.2002 — за выдающиеся личные заслуги перед Украинским государством в развитии сельского хозяйства, внедрения современных форм хозяйствования)[3].
- Награждён орденом «За заслуги» III степени (02.2001).
- Награждён орденом князя Ярослава Мудрого V степени (6 марта 2009)[4].
- Лауреат Государственной премии Украины в области науки и техники (19 декабря 2005)[5].
- Заслуженный работник сельского хозяйства Украины (31 октября 1997)[6].
- Почётные грамоты Кабинета Министров Украины (06.1999, 10.2004).
- Медаль «За трудовую доблесть» (1976).
- Медаль «Ветеран труда» (1983).
- Орден Михаила Ломоносова за большой научный и практический вклад в дело развития грибоводства и тепличного хозяйства на сельскохозяйственных предприятиях Российской Федерации и Украины (2008).
- Почётное звание «Профессор международного Венского университета» (2008).
- Лауреат премии Украинской академии аграрных наук «За выдающиеся достижения в аграрной науке» (2008).
- Орденское отличие «За трудовые достижения» IV ст. Международного Академического Рейтинга (2002).
- Международная награда «Золотой Меркурий» (Оксфорд) (2003).
- Золотая медаль Ассоциации содействия промышленности (Франция) (2004).
- Орден Святого Николая Чудотворца III ст. (2005).
- Почетное отличие Украинской Православной Церкви (2006).
- Благодарность Верховной Рады Украины за весомый личный вклад в развитие агропромышленного производства (2007).
- Орден «Нестора Летописца»(2006).
- Золотая медаль «Европейское качество» (Оксфорд) (2006).
- Диплом и почётная награда «Рыцарь Отчизны» (2006).
- Лауреат рейтинга «Лидер агропромышленного комплекса» (2007).
- Благодарность Премьер-министра Украины (2009).
- Орден Украинской Православной Церкви Равноапостольного Князя Владимира (2010).